# Blepharis natalensis
Blepharis natalensis är en akantusväxtart som beskrevs av Anna Amelia Obermeyer. Blepharis natalensis ingår i släktet Blepharis och familjen akantusväxter. Inga underarter finns listade i Catalogue of Life.